# One Glass Solution
One Glass Solution es una tecnología de pantalla táctil que reduce el espesor de la pantalla. Se elimina una de las capas de vidrio de la pila tradicional que posee la pantalla táctil. La idea básica es la de reemplazar el vidrio del módulo táctil por una delgada capa de material aislante. En general, hay dos maneras de lograr esto.
Un enfoque para OGS se llama "sensor en la lente." (En este caso, la "lente" se refiere a la capa de cubierta de vidrio) Se deposita una capa de óxido de estaño indio (elemento) (ITO, que se utilizan como electrodo para la detección táctil) en la parte posterior de la cubierta de vidrio y el patrón para crear los electrodos. Se agrega una capa aislante delgada a la parte inferior de esto, y luego se deposita una segunda capa de ITO en la parte posterior de esto, se organiza para crear electrodos que corren en ángulos rectos a la primera capa. Este módulo entonces se lamina sobre una pantalla de cristal líquido (LCD) estándar. El otro enfoque se denomina pantalla táctil capacitiva "en celda". (Aquí la "celda" se refiere a la pantalla LCD.) Una capa conductora de ITO se deposita directamente sobre la capa superior de cristal del panel LCD, y luego organizada en electrodos. Se aplica una capa aislante delgada, y luego la segunda capa de ITO se organiza con la segunda capa de electrodos. Finalmente, la capa superior aplica una polarización hasta arriba, y la pantalla se completa con la adición de la cubierta de vidrio.
Por ahora, parece que el sensor de enfoque de la lente tiene una ventaja sobre las soluciones en celdas. El enfoque en células significa que los fabricantes de LCD tendrían que hacer dos modelos separados de cada panel: una táctil y otra no. Esto podría aumentar los costos de una industria que ya se está desempeñando en márgenes muy delgados. Además, la tecnología en célula está limitada al tamaño del panel LCD; los sensores en módulos de vidrio pueden ser más grandes que el panel LCD, proporcionando espacio para los puntos de contacto dedicados que son parte de muchos diseños de teléfonos inteligentes.
Sucesor
Su sucesor es paneles táctiles "en celda", donde una de las capas conductoras efectivamente comparte la misma capa que los transistores de película delgada utilizan para encender y apagar los sub-píxeles de la pantalla. (Estos transistores están fabricados directamente sobre la placa posterior de semiconductor de la pantalla).